# Kościół Przemienienia Pańskiego w Piątku
Kościół Przemienienia Pańskiego – rzymskokatolicki kościół filialny należący do parafii Świętej Trójcy w dekanacie Piątek diecezji łowickiej.
Świątynia położona jest na cmentarzu grzebalnym. Wybudowano ją w 1753 roku. Dawniej nosiła wezwanie św. Wawrzyńca. Jest to budowla drewniana wzniesiona na planie prostokąta, posiadająca konstrukcję zrębową, oszalowana. Wewnątrz znajdują się trzy ołtarze w stylu rokokowym: główny, ozdobiony obrazami z przedstawieniami Ukrzyżowania i Przemienienia oraz boczne: jeden posiadający obrazy przedstawiające św. Wawrzyńca i św. Katarzynę Aleksandryjską, a drugi posiadający obrazy z postaciami św. Barbary i św. Urszuli..

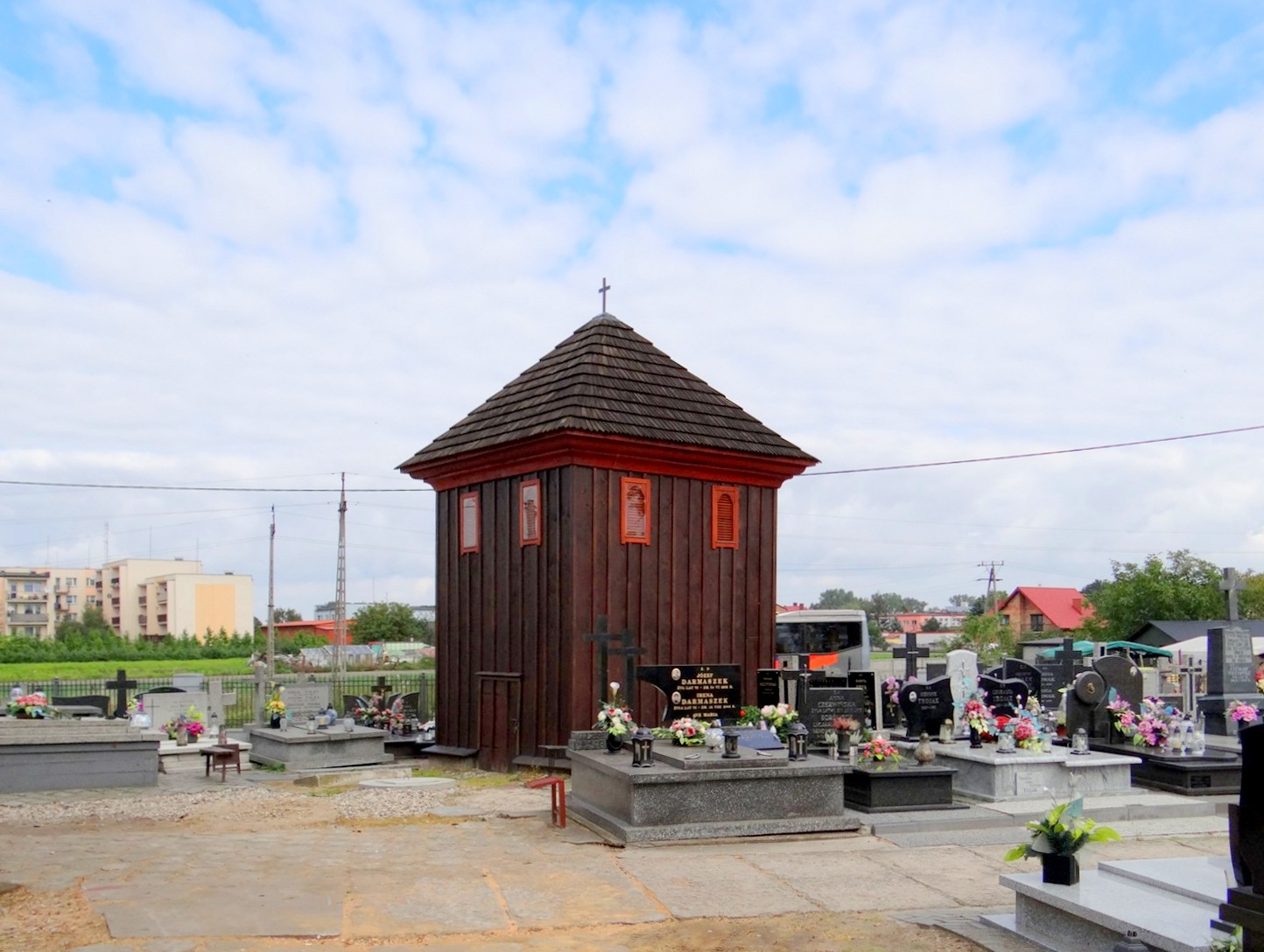
Dzwonnica

Kościół nie jest orientowany. Składa się z prezbiterium mniejszego od nawy, zamkniętego prostokątnie. Z boku nawy jest umieszczona mała kruchta. Świątynię nakrywa dach dwukalenicowy, pokryty gontem z wieżyczką na sygnaturkę. Jest ona zwieńczona hełmem blaszanym z latarnią. Wnętrze nakryte jest płaskimi stropami. Na belce tęczowej znajduje się rokokowy krucyfiks, inskrypcja i data „1753”. Chór muzyczny podparty jest dwoma słupami.